# 665 до н. е.

## Події
- Війна римлян з жителями Альба-Лонги. Поєдинок Гораціїв і Куріаціїв. Руйнування Альба-Лонгі.
- Встановлення спартанського свята Гімнопедій ("танець голих юнаків").
- Акме Фалета (поет-кіфаред з Криту).

### Китай
- 29-й рік ери правління луського князя Чжуан-гуна[1].
- У цзінського князі Сянь-гуна народився син Сі-ці від наложниці з роду Лі. Князь (на прохання Лі-цзі - епізод 85 «Го юй») зробив спадкоємця Шень-шена намісником Цюй-во, Чун-ера - Пу (Пучена), І-у - Цюй (Ерцюй), з метою приєднати великі землі дисців до Цзінь[2]. Ворожбит Су заявив, що це корінь смути (епізод 82 «Го юй»)[3].
- Навесні в Лу відремонтовано стайні Янь-цзю[4].
- Влітку чженці вторглися в Сюй[5].
- Восени в Лу з'явилася сарана[6].
- У 12-му місяці померла княгиня Шу-цзі[7] (В «Чуньцю» її названо княгинею Малого Ці, але під 664 роком говориться про її похорони як княгині Цзі).
- У 12-му місяці в Лу укріплено міста Чжу і Фан[8].